# Accords du 15 juin 1973
Les accords du 15 juin 1973 ont été passés entre le gouvernement français et le gouvernement du territoire des Comores concernant l'indépendance des îles de l'archipel des Comores. Ils ont été signés par le ministre de l'outre mer Bernard Stasi et le président du Gouvernement du territoire, Ahmed Abdallah Abderamane. Ces accords font suite à une résolution de l'assemblée du territoire prise le 23 décembre 1972, cette résolution étant elle-même provoquée par la victoire aux élections locales des partis politiques désirant une indépendance à très court terme. La loi du 23 novembre 1974 reprend les termes de ces accords.

## Contexte
Bien qu'ayant refusé l'indépendance au référendum de 1958, de nombreux élus ainsi que la population locale dans les îles d'Anjouan, Mohéli et Grande Comore envisagent plus ou moins publiquement l'indépendance du territoire des Comores depuis 1946. Les élus de Mayotte eux s'y opposent. La vie politique du territoire est profondément marqué par cet antagonisme qui tourne quelquefois au règlement de comptes.
Les politiques français sont plus divisés, si le futur président de la république Valéry Giscard d'Estaing se déclare favorable à l'indépendance des quatre îles, Pierre Messmer, ministre chargé de l'Outre-mer, en réponse à un élu mahorais en visite aux Comores fin janvier 1972, affirme que le résultat sera interprété île par île et que si Mayotte souhaite rester française, elle le restera.

## Nature de l'accord
Les discussions débutent en mai. Messmer est premier ministre et préside le Conseil des ministres à partir de février 1973, en remplacement de Georges Pompidou, malade.
Les accords prévoient la mise en place d'« une consultation » au niveau de l'archipel dans les cinq ans. Cette procédure est la même que celle établie pour l'indépendance du territoire français des Afars et des Issas en 1966. Et en vertu de cet article 53, une commission électorale est mise en place. En cas de victoire des indépendantistes, pendant la période transitoire, l'assemblée du territoire deviendra une assemblée constituante et le président du conseil de gouvernement deviendra le chef d'état tandis que le Haut commissaire devient délégué général de la république française. L'assemblée votera une constitution qui sera ratifiée par un referendum. Pour qu'un transfert progressif des compétences se fasse de la Métropole vers la nouvelle république, diverses accords de coopération devront être mis en place entre la France et les Comores. Ces accords devront être révisés annuellement à Paris ou à Moroni et concernent :
1. Finances : Trésor, commerce extérieur, monnaie
2. Aides financières
3. Enseignement
4. Coopération pour la défense nationale
5. Police
6. Justice

Mais le traité précisait qu'il portait sur la consultation « des » peuples des Comores, et non pas sur la consultation « du » peuple des Comores. Ce point va permettre aux partisans de la différence de traitement entre les îles de dire que le traité n'implique pas une indépendance globale. En outre, le fait qu'il s'agisse d'une consultation plutôt qu'un referendum, permet au gouvernement français d’interpréter les résultats selon son bon vouloir.

## Mise en place des accords
Le gouvernement français ne s'oppose pas à cette indépendance, le cas de Mayotte fait néanmoins toujours débat. Les votes exprimés lors des diverses élections locales précédentes montrant clairement que la population de cette île voulait rester française. Les représentants des Comores sont néanmoins confiants et, devant l’absence affichée des représentants français du désir de garder l'archipel dans la République, pensent que l'archipel, conformément aux traités internationaux concernant l'indivisibilité des entités coloniales, prendra son indépendance dans son intégralité. Mais les représentants de Mayotte continuent de lutter contre cette indépendance aussi les relations entre les politiques pro-indépendance et la population de l'île de Mayotte se tendent, les Chatouilleuses continuent leurs combats. En France un lobby gaulliste autour de Michel Debré et Pierre Messmer évoque la possibilité de créer une nouvelle base de la flotte française à Mayotte. La consultation à donc lieu le 22 décembre 1974. Comme prévu, seule Mayotte vote, à plus de 63%, pour le maintien dans la République, le choix de l'indépendance en revanche est écrasant dans les autres îles. Globalement au niveau l'archipel, l'indépendance est largement majoritaire. La France, sous la présidence de Giscard, par la voie de son secrétaire d'état au Dom-TOM croit toujours à une indépendance globale, Stasi déclare quelques jours avant le référendum que « la France n'a pas vocation à diviser le peuple Comorien ».

## L'imbroglio juridique
En mars 1975, une délégation de parlementaires se rend sur place, et son rapport met en avant l'article 53 de la Constitution de 1958 qui précise qu'aucune indépendance ne peut être accordée sans la volonté de la population.
Cette prise de position heurte les politiques locaux favorables à l'indépendance, le 6 juillet 1975, l'état comorien formé par la Grande Comore, Anjouan et Mohéli prend son indépendance unilatéralement. Les jours suivants, les élus Mahorais dont Marcel Henry font savoir qu'ils ne participeront plus aux institutions de la nouvelle république.
Fin décembre 1975, en France, un recours au Conseil constitutionnel permet de confirmer la loi et le droit des populations à disposer d'elles-mêmes, en restant française dans ce cas-ci. Cette interprétation permet à Mayotte de rester française. Les arguments retenus sont d'une part que la colonisation s'est déroulée en plusieurs phases, rattachant par exemple l'île de Mayotte à Madagascar avant que les trois autres îles de l'archipel y soit rattachées. Les limites de la Colonie dépendant donc de la date, les Comores en tant qu'entité n'ont été constitués que par l'administration française en 1946 seulement. En outre, Mayotte ne souhaite pas prendre son indépendance. Par conséquent, la France ne s'estime pas obligée, comme l'État des Comores l'exige en utilisant l'argument du droit international, de donner l'indépendance aux îles de manière collective. Cette décision implique aussi qu'un autre référendum doit être tenu à Mayotte en 1976.
L'État comorien obtient une résolution condamnant la France au sujet du maintien de Mayotte dans la république le 19 octobre 1976.

### Sources
- Ahmed Mahamoud, Mayotte: le contentieux entre la France et les Comores, Éditions L'Harmattan, 1992, p. 304
- Abdelaziz Riziki Mohamed, Comores : les institutions d'un État mort-né, Éditions L'Harmattan, 2001, 376 p. (ISBN 2-7475-0859-5)
- Frédéric Angleviel, Les outre-mers français: Actualités et Études, vol. 1, Éditions L'Harmattan, coll. « Portes océanes », 1er septembre 2012, 338 p. (ISBN 9782296503526)